# Harö
Harö är en ö i Värmdö kommun i Stockholms skärgård. Den ligger mellan Kanholmsfjärden och Rödkobbsfjärden. Öns storlek är 2,76 km²

## Historia
Harö har sannolikt varit befolkat sedan medeltiden. Den äldsta kända kartan är från 1640-talet och visar tre gårdar vid det som idag är Harö by på norra delen av ön. Arkeologiska efterforskningar visar dock att byn tidigare låg cirka en kilometer längre söderut vid den insjö som kallas Gammeltomtträsket. När landhöjningen skar av insjön från den vik som heter Hamnviken blev haröborna tvungna att flytta byn för att få tillgång till en skyddad hamn.
Harö hade rika fiskevatten och goda förutsättningar för jakt och jordbruk vilket gjorde att byn växte. Vid laga skifte på 1840-talet fanns hela 19 gårdar i byn varav 14 tilldelades nya tomter längst Harös västra strand vid Lerviken, Skarpslätt och Nöttnäs samt till Storö, som ligger norr om Harö. Trots de genomgripande förändringarna av det laga skiftet behöll Harö by sin ställning, 1909 fanns det fortfarande nio gårdar i byn. Nu hundra år senare utgörs byn av tjugo bebyggda tomter.
Harö har även en äldre byggnadskultur än kringliggande öar. Ön var länge en mer isolerad del av skärgården än till exempel grannön Eknö. Ångbåtsförbindelse kom först på 1920-talet och ännu på 1930-talet fanns det haröbor som fiskade och jagade säl på traditionellt vis. Under en period på 1900-talet blev jordgubbsodling en viktig binäring för öborna. Kända Haröprofiler är Herbert Lindström (1886-1951), guldmedaljör i dragkamp vid Olympiska spelen i Stockholm 1912, och skärkarlen Johan Enfrid Österman (1862-1952), även kallad Lommen eller Storskepparen. 

## Natur
På Harö är en stor del av den tidigare åkermarken ännu öppen och det finns gott om spår av äldre kulturlandskap. Strax väster om byn ligger ett nära 40 meter högt berg, Kasen, som fått sitt namn av det förr funnits en vårdkase på platsen. Det finns tre insjöar på Harö; Hemträsket, Maren och Gammeltomtträsket. En liten bro förbinder Harö vid Lerviken med Storö.